# Waxeggkees
Das Waxeggkees ist ein Gletscher in den Zillertaler Alpen in Tirol.

## Lage
Das Waxeggkees erstreckt sich im Zemmgrund unterhalb des Großen Möseler (3480 m ü. A.) über einen Höhenbereich von rund 3300 bis 2400 m vom Zillertaler Hauptkamm knapp 2 km nach Norden. Der Rossrugg trennt das Waxeggkees vom östlich benachbarten Hornkees. Mit einer Fläche von rund 3,2 km² zählt das Waxeggkees zu den größeren Gletschern der Zillertaler Alpen. Es entwässert über den Zemmbach zum Ziller.

## Rückgang
Wie die meisten Gletscher in den Alpen ist das Waxeggkees seit der Mitte des 19. Jahrhunderts von der Gletscherschmelze betroffen. 1850 maß seine Fläche noch 5,36 km² und die Zunge reichte bis zu einer Seehöhe von 1873 m hinunter. Seit damals hat der Gletscher rund 40 % an Fläche verloren. Unterbrochen wurde diese Entwicklung von einem Zuwachs in den Jahren 1960 bis 1985. Seit Mitte der 1950er Jahre wurde, außer im untersten Teil, ein Höhenzuwachs gemessen, der sich in den Jahren 1960 bis 1969 verstärkte und zu einer Gletscherschwellung führte. Es kam ebenso zu einer Zunahme der Fläche und der Länge. In den Jahren 1970 bis 1985 stieß das Waxeggkees um insgesamt 160 m vor. Ab 1982 kam es zu einem Einsinken des Nährgebietes, das bis rund 2850 m herabreicht, das sich ab 1990 auch im Zehrgebiet auswirkte. Seit damals hat sich das Waxeggkees wieder zurückgezogen, in den Jahren 1990 bis 2015 im Mittel um 23 m pro Jahr.